# Анда Перяну
Анда Перяну (нар. 4 липня 1980) — колишня румунська тенісистка.
Найвищу одиночну позицію світового рейтингу — 120 місце досягла 24 липня 2006, парну — 213 місце — 22 травня, 2006 року.
Здобула 3 одиночні та 5 парних титулів туру ITF.
Найвищим досягненням на турнірах Великого шолома було 2 коло в одиночному розряді.
Завершила кар'єру 2015 року.

## Фінали ITF

### Одиночний розряд: 14 (3–11)
| Легенда          |
| ---------------- |
| турніри $100,000 |
| турніри $75,000  |
| турніри $50,000  |
| турніри $25,000  |
| турніри $10,000  |

| Результат | Ранг | Дата           | Турнір             | Покриття   | Суперниця         | Рахунок       |
| --------- | ---- | -------------- | ------------------ | ---------- | ----------------- | ------------- |
| Поразка   | 1.   | 29 червня 2004 | ITF Саутлейк, США  | Тверде     | Нікол Леймбах     | 0–6, 4–6      |
| Поразка   | 2.   | 20 липня 2004  | ITF Евансвілл, США | Тверде     | Нікол Леймбах     | 3–6, 1–6      |
| Поразка   | 3.   | 25 січня 2004  | ITF Клірвотер, США | Тверде     | Аша Ролле         | 4–6, 3–6      |
| Перемога  | 4.   | 11 січня 2005  | ITF Тампа, США     | Тверде     | Сє Яньцзе         | 7–5, 5–7, 6–4 |
| Перемога  | 5.   | 17 травня 2005 | ITF Ель-Пасо, США  | Тверде     | Ракел Атаво       | 3–6, 7–6, 6–2 |
| Перемога  | 6.   | 24 травня 2005 | ITF Х'юстон, США   | Тверде (i) | Ракель Копс-Джонс | 6–2, 6–3      |
| Поразка   | 7.   | 21 червня 2005 | ITF Едмонд, США    | Тверде     | Сара Ріск         | 6–3, 3–6, 4–6 |
| Поразка   | 8.   | 19 липня 2005  | ITF Гаммонд, США   | Тверде     | Міхо Саекі        | 3–6, 6–2, 1–6 |
| Поразка   | 9.   | 18 жовтня 2005 | ITF Х'юстон, США   | Тверде     | Емі Фрейзер       | 3–6, 6–3, 4–6 |
| Поразка   | 10.  | 5 лютого 2006  | ITF Рокфорд, США   | Тверде (i) | Стефані Дюбуа     | 6–7, 3–6      |
| Поразка   | 11.  | 9 квітня 2006  | ITF Пелам, США     | Ґрунт      | Василіса Бардіна  | 1–6, 4–6      |
| Поразка   | 12.  | 29 квітня 2007 | ITF Сі-Айленд, США | Ґрунт      | Джулія Дітті      | 3–6, 2–6      |
| Поразка   | 13.  | 13 жовтня 2008 | ITF Сент-Луїс, США | Тверде     | Ліндсі Гарденберг | 5–7, 6–7      |
| Поразка   | 14.  | 25 травня 2009 | ITF Самтер, США    | Тверде     | Петра Рампре      | 1–6, 4–6      |

### Парний розряд: 7 (5–2)
| Легенда          |
| ---------------- |
| турніри $100,000 |
| турніри $75,000  |
| турніри $50,000  |
| турніри $25,000  |
| турніри $10,000  |

| Результат | Ранг | Дата           | Турнір             | Покриття | Партнерка         | Суперниці                    | Рахунок          |
| --------- | ---- | -------------- | ------------------ | -------- | ----------------- | ---------------------------- | ---------------- |
| Поразка   | 1.   | 13 липня 2004  | ITF Балтимор, США  | Тверде   | Келлі Шмандт      | Арпі Коджіан Ніколе Мельх    | 6–7(5), 6–3, 3–6 |
| Перемога  | 1.   | 17 травня 2005 | ITF Ель-Пасо, США  | Тверде   | Бо Джонс          | Кріста Даміко Крістіна Морос | 7–5, 6–3         |
| Перемога  | 2.   | 24 травня 2005 | ITF Х'юстон, США   | Тверде   | Кейсі Смеші       | Ракел Атаво Алік Цубанос     | 4–6, 6–2, 6–4    |
| Перемога  | 3.   | 17 липня 2005  | ITF Луїсвілл, США  | Тверде   | Наталія Демиденко | Терін Ешлі Джулія Дітті      | 7–5, 2–6, 6–4    |
| Поразка   | 2.   | 29 квітня 2007 | ITF Сі-Айленд, США | Ґрунт    | Шанелль Схеперс   | Ракел Атаво Лілія Остерло    | 5–7, 3–6         |
| Перемога  | 4.   | 27 червня 2008 | ITF Падуя, Італія  | Ґрунт    | Ліана Унгур       | Майлен Ору Кармен Клашка     | 6–3, 6–3         |
| Перемога  | 5.   | 19 жовтня 2008 | ITF Сент-Луїс, США | Тверде   | Ганна Орлик       | Томоко Докей Мамі Іноуе      | 6–2, 6–1         |